# Cyclosa litoralis
Cyclosa litoralis är en spindelart som först beskrevs av Ludwig Carl Christian Koch 1867.  Cyclosa litoralis ingår i släktet Cyclosa och familjen hjulspindlar. Inga underarter finns listade i Catalogue of Life.